# Henri Schwery

Znak

Henri kardinál Schwery (14. června 1932 Saint-Léonard – 7. ledna 2021) byl švýcarský římskokatolický kněz, bývalý biskup Sionu a kardinál.
Studoval v semináři v Sionu a na Papežské univerzitě Gregoriana a také přírodní vědy (matematiku a teoretickou fyziku) na Univerzitě ve Fribourgu. Kněžské svěcení přijal 7. července 1957. Od roku 1961 působil jako duchovní v diecézi Sion, byl kaplanem mládeže spojené s Katolickou akcí a vojenským kaplanem. Působil jako přednášející a posléze i rektor na Univerzitě v Sionu, ředitelem nižšího semináře a moderátorem diecézní synody.
V červenci 1977 byl jmenován biskupem Sionu, biskupské svěcení přijal 17. září téhož roku. V letech 1983 až 1988 byl předsedou Švýcarské biskupské konference. Při konzistoři v červnu 1991 ho papež Jan Pavel II. jmenoval kardinálem. Na vedení diecéze Sion rezignoval 1. dubna 1995.